# 伊利亞·博佐利亞奇
伊利亞·博佐利亞奇（Ilija Bozoljac，1985年8月2日—），塞爾維亞職業網球運動員（2002年—），截至目前最高單打排名為世界第101。
博佐利亞奇令人印像深刻的比賽是在2010年溫布頓網球錦標賽，第二輪遭遇六屆冠軍兼頭號種子費德勒，此次交手帶來不小的威脅，他的發球有超水準的表現，第二盤，雙方相持到搶七，博佐利亞奇保下全部發球分並破了費德勒一個發球分而拿下一盤，第三盤，一個發球局不穩而被破發，費德勒保持優勢最終保發取得盤數2-1領先，第四盤，雙方互保發球局，最後來到搶七，被兩破發球分後，而結束這場比賽。

## 外部連結
- 官方网站
- 伊利亞·博佐利亞奇（英文/西班牙文）的官方資料
- 伊利亞·博佐利亞奇的國際網球總會 職業／青少年 官方資料（英文）
- 伊利亞·博佐利亞奇的官方資料（英文）